# Ниско
Ниско (хорв. Nisko) — населений пункт у Хорватії, у Сплітсько-Далматинській жупанії у складі громади Клис.

## Населення
Населення за даними перепису 2011 року становило 244 осіб.
Динаміка чисельності населення поселення:

## Клімат
Середня річна температура становить 12,71 °C, середня максимальна – 26,95 °C, а середня мінімальна – -1,04 °C. Середня річна кількість опадів – 870 мм.
| Клімат поселення                              | Клімат поселення | Клімат поселення | Клімат поселення | Клімат поселення | Клімат поселення | Клімат поселення | Клімат поселення | Клімат поселення | Клімат поселення | Клімат поселення | Клімат поселення | Клімат поселення | Клімат поселення |
| Показник                                      | Січ.             | Лют.             | Бер.             | Квіт.            | Трав.            | Черв.            | Лип.             | Серп.            | Вер.             | Жовт.            | Лист.            | Груд.            |                  |
| Середній максимум, °C                         | 8,96             | 9,48             | 12,47            | 16,04            | 20,76            | 24,72            | 26,95            | 26,92            | 22,15            | 17,58            | 12,39            | 9,47             |                  |
| Середня температура, °C                       | 3,96             | 4,49             | 7,47             | 11,01            | 15,74            | 19,71            | 22,73            | 22,70            | 17,94            | 13,37            | 8,18             | 5,24             |                  |
| Середній мінімум, °C                          | −1,04            | −0,52            | 2,45             | 6,01             | 10,75            | 14,70            | 18,50            | 18,48            | 13,72            | 9,15             | 3,96             | 1,03             |                  |
| Норма опадів, мм                              | 72               | 64               | 69               | 75               | 62               | 60               | 39               | 52               | 79               | 94               | 111              | 93               |                  |
| Середньомісячна швидкість вітру, м/с          | 2.77             | 3.01             | 3.10             | 2.96             | 2.62             | 2.35             | 2.36             | 2.23             | 2.49             | 2.61             | 3.10             | 3.11             |                  |
| Середньомісячна сонячна радіація, кДж/м²·день | 5476             | 8240             | 11854            | 16270            | 20083            | 22627            | 24125            | 21342            | 15854            | 10362            | 5867             | 4602             |                  |
| --------------------------------------------- | ---------------- | ---------------- | ---------------- | ---------------- | ---------------- | ---------------- | ---------------- | ---------------- | ---------------- | ---------------- | ---------------- | ---------------- | ---------------- |
| Джерело:                                      |                  |                  |                  |                  |                  |                  |                  |                  |                  |                  |                  |                  |                  |